# Doodhout
Doodhout, ook wel slemphout genoemd, is een term uit de oude (hout)scheepsbouw. Het doodhout is een verstevigingsstuk (knie) op de overgang tussen de kielbalk en de achter- of voorsteven. Op ijzeren schepen heeft slemp- of doodhout dezelfde betekenis gehouden, het Engelse woord deadwood is waarschijnlijk een leenvertaling uit het Nederlands, zoals dat het geval is met zoveel verengelste termen uit de scheepsbouw.
Het woord 'doodhout' wordt meestal in de scheepsbouwbetekenis gebruikt, maar soms ook in bosbeheerbetekenis. Meestal wordt dan de term dood hout (los geschreven) gebruikt.